# 말와

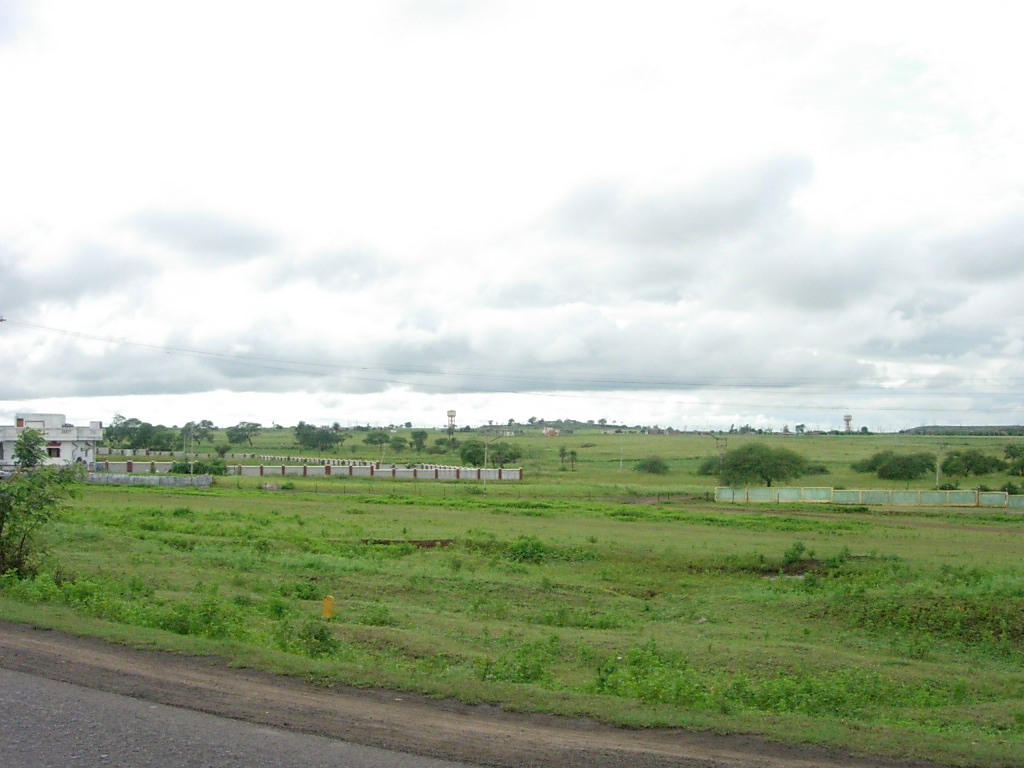

말와(Malwa, 힌디어: मालवा)는 화산 기원의 고원을 차지하고 있는 인도 중서부의 역사적 지역이다. 지질학적으로 말와 고원은 일반적으로 빈디아산맥 북쪽의 화산 고지대를 나타낸다. 말와는 정치적으로 그리고 행정적으로 후대에 마디아프라데시주와 합병된 마디아 바라트의 이전 주와도 동의어이다. 현재 역사적인 말와 지역은 서부 마디아프라데시주와 남동부 라자스탄주의 일부를 포함한다. 때때로 말와의 정의는 빈디아산맥 남쪽의 니마르 지역을 포함하도록 확장된다.
말와 지역은 고대 말라바 왕국 시대와는 별개의 정치적 단위였다. 말와는 아반티, 마우리아 제국, 말라바족, 파라마라 왕조, 델리 술탄국, 말와 술탄국, 무굴 제국, 마라타 제국을 포함한 여러 왕국과 왕조에 의해 지배되었다. 1947년 영국령 인도의 말와 관구가 독립된 인도의 마디아 바라트주(말와 연합으로도 알려져 있음)로 합병될 때까지 말와는 계속해서 행정 구역이었다.
비록 말와의 정치적인 국경이 역사 내내 요동쳤지만, 말와는 라자스탄, 마라티 그리고 구자라트 문화에 의해 영향을 받은, 말와만의 독특한 문화를 발전시켰다. 시인이자 극작가인 칼리다사, 작가인 바르트리하리, 수학자이자 천문학자인 바라하미히라와 브라마굽타, 그리고 다수학 왕 보자를 포함하여, 인도의 역사에서 몇몇 유명한 사람들이 말와에 살았다. 우자인은 고대에 말와의 정치적인, 경제적인, 그리고 문화적인 수도였고, 인도르는 현재 가장 큰 도시이자 상업적인 중심지이다.
전반적으로 농업은 말와인들의 주요 직업이다. 이 지역은 세계에서 아편의 중요한 생산지 중 하나였다. 밀과 콩은 다른 중요한 현금 작물이고, 직물은 주요 산업이다.
말위는 말와 지방 사람들에게 붙여진 데모님이다.

## 경제

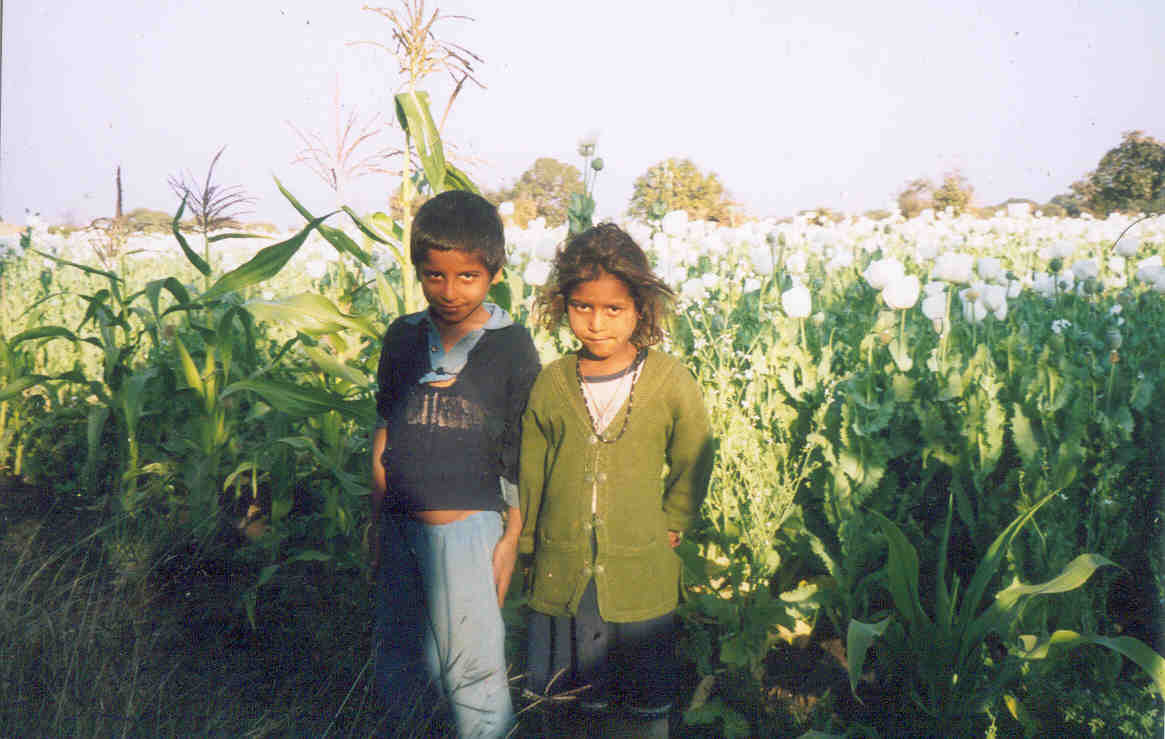
말와 아편 들판에 있는 아이들

인도르(Indore)는 말와 지역과 행정구역상 마디아프라데시(Madhya Pradesh)의 상업 중심지이다. 말와는 전세계 아편 주요 생산지 중 하나이다. 아편으로 인하여 말와에 있었던 국가들, 서구 열강이 점령한 인도의 항구들, 그리고 중국의 연결이 더욱 긴밀해졌고, 18-19세기에는 국제 자본이 말와 지역으로 들어오게 되었다. 말와 아편(Malwa opium)은 벵골 아편(Bengal opium)을 중국으로 공급하였던 영국동인도회사(British East India Company)의 독점 무역에 도전하였다. 이로 인해 영국동인도회사는 아편의 생산과 교역에 많은 제한을 두었다. 결국 아편 교역은 지하로 들어갔다.(뭄바이에서의 아편 교역) 밀무역이 만연하자 대영제국은 제한을 완화하였다. 오늘날 이 지역은 전 세계 합법적 아편 물품의 최대 생산지가 되었다. 중앙에서 통제하는 국유 아편 공장과 알칼로이드 공장이 니마치(Neemuch)에 위치해 있다. 그럼에도 여전히 불법적 아편 생산이 상당량 이뤄지고 있으며, 이는 암시장으로 유입되고 있다. 인도중앙마약국(India's Central Bureau of Narcotics) 본부가 괄리오르(Gwalior)에 있다. 1876년 라즈푸타나-말와 철도(Rajputana-Malwa Railway)가 개설되었다.
이 지역은 대부분 농업 지대이다. 지역 일부에서 보이는 갈색토(brown soil)가 특히 밀, 병아리콩, 참깨와 같은 우날루(unalu, 초여름) 작물 재배에 적합하다. 상대적으로 척박한 토질 지역은 수수, 옥수수, 녹두, 우라드콩(urad), 완두콩(batla), 땅콩과 같은 샬루(syalu, 초겨울) 작물 재배에 이용된다. 전체적으로 보면 주요 작물은 팥수수(jowar), 쌀, 밀, 거친 수수, 땅콩, 두류, 대두, 면, 아마씨, 참깨, 사탕수수 등이다. 작은 마을마다 사탕수수 압착기가 있다.
흑색토(black soil) 내지 화산토(volcanic soil)는 목면 작물에 적합하며, 직물 제조는 중요한 산업이다. 직물 생산의 거대한 중심지는 인도르, 우자인(Ujjain), 나그다(Nagda)이다. 마헤슈와르(Maheshwar)는 '마헤슈와리(Maheshwari)'라고 하는 사리(sari)로 유명하며, 만드사우르(Mandsaur)는 거친 양모 담요로 유명하다. 수공예품으로는 몇몇 부족의 중요한 수입원이다. 라틀람(Ratlam)의 색칠기, 인도르의 헝겊인형, 인도르와 우자인 등의 혼응지(papier-mâché articles)가 유명하다.
만드사우르는 인도 내에서 유일한 백색과 적색 점판암(slate) 생산지로, 110개의 점판암 연필 공장에서 이를 사용된다. 니마치에는 시멘트 공장이 하나 있다. 이외에 이 지역에는 미네랄 자원이 부족하다. 지역의 산업은 주로 소비물품 위주이지만, 인도르, 나그다, 우자인에는 대중형 산업 센터가 많다. 인도르는 디젤 엔진 생산 대형 공장이 하나 있다. 인도르에서 25km 떨어진 산업 도시 피탐푸르(Pithampur)는 인도의 디트로이트(Detroit)로 알려져 있을 정도로 자동차 집약 산업이 유명하다. 인도르는 마디아프라데시의 상업 중심지로 알려져 있으며 직물과 농산물 교역 센터이다. 인도 경영대학교(Indian Institutes of Management) 6개 중 하나가 있으며, 16개 인도 공과대학교(Indian Institute of Technology) 중 하나가 있다.